# 汪惟勤
汪惟勤（？—？），元朝巩昌府盐川镇（今甘肃省漳县）人，汪世显之孙，汪良臣長子。
元成宗時為陝西四川行省參知政事兼四川宣慰使。大德六年（1302年），奉旨與平章政事也速帶兒率領川陝軍隊鎮壓亦奚不薛起義。和湖廣行省平章劉國傑會師播州（今貴州省遵義市），擊退蛇節十萬軍。官至雲南行省平章政事。